# ランサーズ (チアリーディング)
ランサーズ（Lancers）は、神奈川県立茅ヶ崎高等学校チアリーディング部員と同部OG、および神奈川県立住吉高等学校チアリーディング部OGからなるチアリーディング&ダンスチームである。代表は同校教諭の黒田紫。

## 概要
1985年、英語科教師として黒田が赴任した神奈川県立住吉高等学校で、ドリル競技部として発足。翌年のミスダンスドリルジャパン大会において、創部3ヶ月目にして優勝、全日本チャンピオンとなる。その後3年連続、日本一のタイトルを獲得。なお、同校のチーム名も同じランサーズであった。
1996年、黒田の転任した神奈川県立茅ヶ崎高等学校で、チアリーディング部を創部。2000年、ミスダンスドリルチーム東日本大会で最優秀賞を受賞。2001年、ミスダンスドリルチーム世界大会・シニアオープン部門で3位入賞という快挙を成し遂げる。
2001年、現役高校生部員とOGの混成チームとして、現在の形の茅ヶ崎ランサーズを結成。以後、湘南ベルマーレ、横浜DeNAベイスターズの試合や、2002 FIFAワールドカップで演技を披露、活躍の幅を広げる。2004年にはプロ野球マスターズリーグの公式チアリーディングチームとなり、主に関東地方での試合で演技を行う。
2005年より、横浜F・マリノスのホームゲームにて、不定期ながら試合前に演技を披露した。これがきっかけとなり、OBの活動の場となるべく2007年に横浜FMの公式チアリーディングチームとしてトリコロールランサーズ（2008年にトリコロールマーメイズと名称を変更）が結成された。
2009年、黒田の転勤に伴い、後任に日本チアリーディング協会（以下FJCA）系の教諭が赴任し、ダンスドリル大会チアリーディング部門のチームとしての活動に終止符を打つ。FJCAの大会では結成一年目として大会に参加した。

## エピソード
- 黒田について、2007年9月2日放映の未来観測 つながるテレビ@ヒューマン「明川哲也の陽はまた昇る」にて「45歳のチアガール」と題して紹介されていた。
- 2008年の横浜F・マリノス開幕戦ではTBSテレビ「スーパーサッカーplus」とのタイアップ企画として、トリコロールランサーズに番組アシスタントの加藤未央が参加した。

## 文献資料
- 黒田紫『先生はプロチアリーダー！子持ち・バツイチ・44歳』 ISBN 9784837670599